# The Sun (Lowell)
The Sun, noto anche come The Lowell Sun, è un giornale con sede a Lowell, Massachusetts, Stati Uniti, diffuso nelle città del Massachusetts nell'area del Greater Lowell e nel New Hampshire. Nel 2011 la diffusione media giornaliera è stata di circa 42.900 copie. Dal 1997 è di proprietà del MediaNews Group del Colorado.

## Storia
I fratelli John e Daniel Harrington, proprietari di tipografie, fondarono il giornale come settimanale nel 1878. Nei suoi primi anni, The Sun fornì voce alla crescente popolazione cattolica irlandese in una città gestita da ricchi imprenditori protestanti. Nel corso degli anni, il giornale sopravvisse ai suoi concorrenti fino a diventare l'unico giornale importante di Lowell, convertendosi in un quotidiano nel 1892 e rilevando il suo ultimo quotidiano concorrente, The Courier-Citizen, nel 1941. Nel 1949 ebbe inizio la pubblicazione dell'edizione domenicale con il nome di Lowell Sunday Sun, rilevando nel 1952 anche la sua unica testata concorrente domenicale, il Lowell Sunday Telegram.
Il giornale rimase nelle mani dei discendenti dei fratelli Harrington, con una certa quantità di drammi e faide, finché non fu acquistato il 1 agosto 1997 da MediaNews Group. La tiratura del giornale all'epoca era di 52.234 copie giornaliere e 55.804 domenicali.
Al momento dell'acquisto, l'amministratore delegato di MediaNews William Dean Singleton ha osservato che il The Sun aveva "svolto un ruolo di primo piano nello sviluppo e nella crescita della regione di Greater Lowell", inclusa la rinascita del centro di Lowell e la creazione di squadre di baseball e hockey di lega minore.
Nel 2002, in seguito all'acquisizione (tramite The Sun) dei settimanali della società Nashoba Publications diffusi in diverse città tra Lowell e Fitchburg, la MediaNews Group ha unificato la stampa del The Sun, del Nashoba e del Sentinel&Enterprise presso un nuovo impianto di stampa a Devens, attribuendo a questa scelta l'ottenimento di un effetto benefico sul traffico nel centro di Fitchburg e Lowell.